# Veľká nad Ipľom
Veľká nad Ipľom este o comună slovacă, aflată în districtul Lučenec din regiunea Banská Bystrica. Localitatea se află la altitudinea de 169 m deasupra n.m., se întinde pe o suprafață de 24,42 km2 și în 2017 număra 927 de locuitori.

## Istoric
Localitatea Veľká nad Ipľom este atestată documentar din 1238.

## Demografie
| An:                | 1994 | 2004   | 2014   | 2024   |
| ------------------ | ---- | ------ | ------ | ------ |
| Număr de persoane: | 882  | 943    | 940    | 954    |
| Diferență:         |      | +6,91% | −0,31% | +1,48% |

| An:                | 2023 | 2024   |
| ------------------ | ---- | ------ |
| Număr de persoane: | 949  | 954    |
| Diferență:         |      | +0,52% |